# Maechidinus sculptilis
Maechidinus sculptilis är en skalbaggsart som beskrevs av Britton 1957. Maechidinus sculptilis ingår i släktet Maechidinus och familjen Melolonthidae. Inga underarter finns listade i Catalogue of Life.